# Parada nupcial

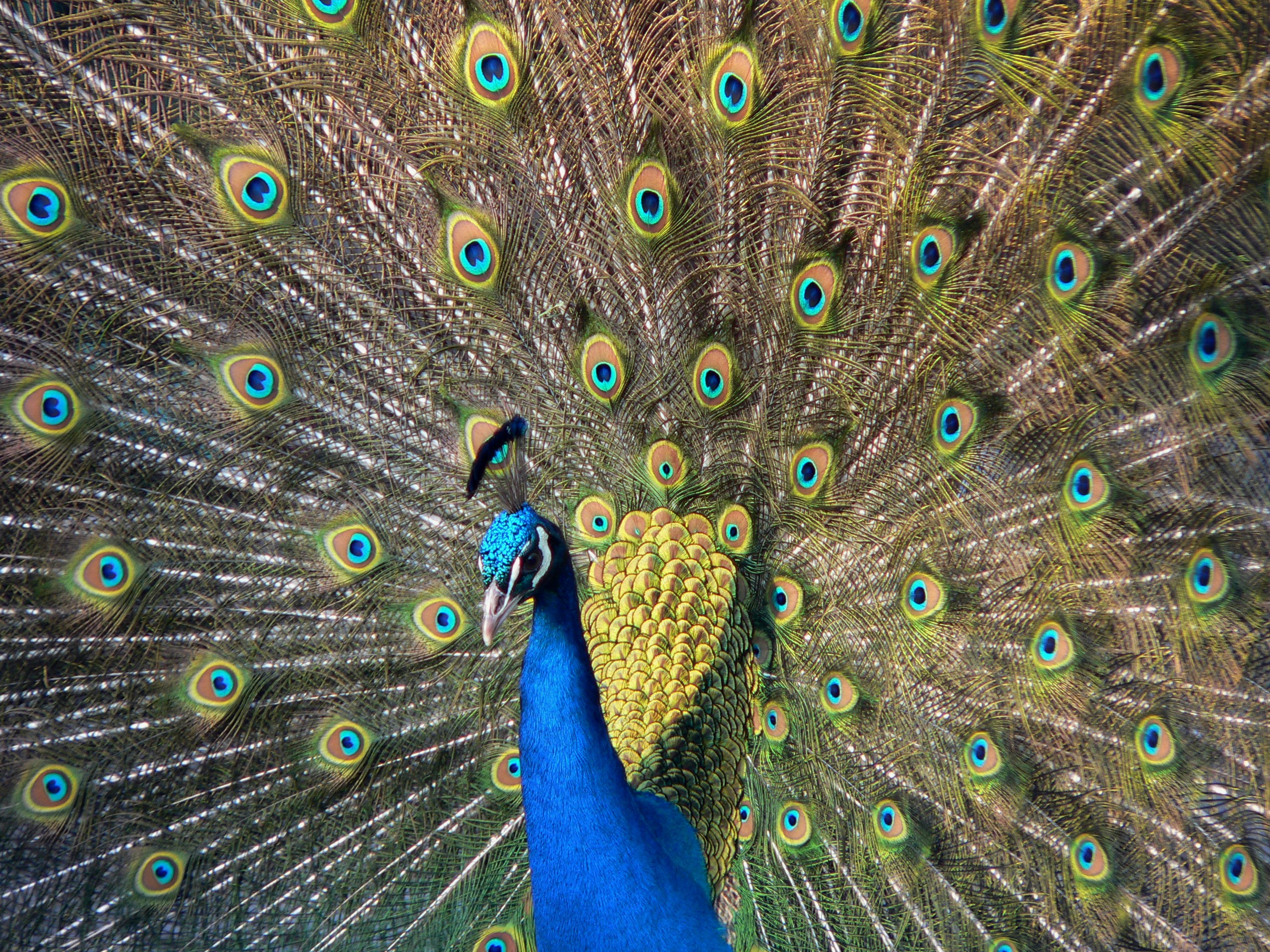
Paó blau en parada nupcial

La parada nupcial és un comportament que té com a objectiu facilitar l'atracció i l'aparellament amb el sexe oposat i és molt freqüent en el regne animal. La majoria de parades nupcials són multimodals, és a dir, estan formades per senyals simultanis que es produeixen en diferents modalitats sensorials. Aquests senyals poden ser visuals, auditius, olfactius, tàctils o químics i poden transmetre informació sobre la identitat, l'estat fisiològic, la qualitat o la disposició reproductiva de l'emissor.
La parada nupcial pot tenir diverses funcions en el context reproductiu, com ara el reconeixement del sexe, l'excitació sexual, la sincronització del comportament d'aparellament, l'afectació del procés de tria de la femella o la moderació de l'agressivitat de la femella. A més a més, nupcial pot reflectir l'efecte de la selecció sexual sobre els caràcters i l'aptitud dels individus que es mostren. La selecció sexual és un mecanisme evolutiu que explica com alguns caràcters poden augmentar el seu èxit reproductiu per mitjà de l'avantatge que confereixen en la competència per la reproducció. Així doncs, la parada nupcial pot ser el comportament sobre el qual es basa la tria de parella.
Pot variar considerablement entre les espècies i entre els sexes dins d'una mateixa espècie. En general, els mascles són els que inicien les parades nupcials en la selecció sexual precopulatòria i presenten els seus caràcters o aptitud a les femelles. La tria de parella, en aquest context, està determinada per les femelles; els beneficis directes o indirectes per a la femella sovint decideixen quins mascles es reprodueixen i quins no. Tanmateix, en algunes espècies amb cures parentals compartides o monogàmia, les parades nupcials també poden servir per reforçar el vincle entre la parella.